# Cruciata taurica
Cruciata taurica là một loài thực vật có hoa trong họ Thiến thảo. Loài này được (Pall. ex Willd.) Ehrend. mô tả khoa học đầu tiên năm 1958.